# Орп-Жош
Орп-Жош (на френски: Orp-Jauche) е селище в Централна Белгия, окръг Нивел на провинция Валонски Брабант. Населението му е около 7900 души (2006).